# وری تیسدیل
وری تیسدیل (انگلیسی: Verree Teasdale؛ ۱۵ مارس ۱۹۰۳ – ۱۷ فوریهٔ ۱۹۸۷) یک هنرپیشه اهل ایالات متحده آمریکا بود.
از فیلم‌ها یا برنامه‌های تلویزیونی که وی در آن نقش داشته است می‌توان به بانوی اول، رؤیای شب نیمه تابستان، مادام دو باری، راه شیری، رؤیای شب نیمه تابستان اشاره کرد.